# Діан Кехт
Дíан Кехт (давньоірл. — Dían Cecht) — в ірландській міфології бог медицини, головний цілитель Племен богині Дану. Часто зображувався із величезною п’явкою або змією в руках.
Своєю лікувальною діяльністю він значно посприяв перемозі своїх одноплемінників над фоморами. У «Словнику Кормака» сказано, що Діан Кехт це — бог здоров'я (deus salutis). Також у цьому творі пояснено ім'я цього божества. Зокрема, сказано, що «діа накехт — це влада» («dia nacecht na cumachta») і що «кехт відповідає кожній силі» («cecht din ainm da cach cumchta»). Усе це зображає Діана Кехта богом, який володіє певними особливими силами, а передусім, як бог здоров'я — здатністю зцілювати. Також цікаво, що в ірландських законах є згадка про твір «Судження Діана Кехта» («Bretha Dían Cecht»), автором якого начебто є це божество.

## Міфологічні сюжети
У скелі «Битва при Маг Туїред» є численні згадки про Діана Кехта. Зокрема, сказано, що він зцілював усіх тих воїнів Племен богині Дану, які зазнавали ушкоджень у боях із фоморами. Також Діан Кехт вилікував бога Нуаду, а саме замість утраченої руки створив йому штучну (срібну), та зцілив Мідіра, який утратив око. Лікувальна діяльність цього бога здебільшого пов'язана з цілющими джерелами, що характерні для ірландської міфології. Відомо про такі з них як Слане (Slainge, дослівно — «здоров'я») та Лох Луйбе (Loch Luibe, у перекладі — Озеро Трав). У «Битві при Маг Туїред» сказано, що назва Озеро Трав походить від того, що якось Діан Кехт кинув у цю водойму по одному пучку всіх лікувальних трав, які тільки росли в Ірландії. А от загалом те місце, де Діан Кехт лікував поранених називається Лусмаг (Lusmag, дослівно — Долина Трав).
В іншому сюжеті йдеться про те, що після того як Діан Кехт убив свого сина Міаха, на місці його поховання виросло 365 цілющих трав. Його донька Аїрмед спробувала посортувати ці трави за властивосями, проте Діан Кехт перемішав їх усіх. Після цього вже більше ніхто в Ірландії достеменно не знав їхніх властивостей.
Також одного разу Діан Кехт урятував Ірландію від трьох змій, яких випустила богиня війни Морріган. Він убив цих створінь, спалив їхні останки і викинув їхній попіл у річку Барроу, внаслідок чого вода у ній закипіла. Вказані події дали відповідне ім'я цій водоймі, а саме Барроу, що в перекладі означає «кип'яча».